# Saint-Georges-le-Fléchard
Saint-Georges-le-Fléchard är en kommun i departementet Mayenne i regionen Pays de la Loire i nordvästra Frankrike. Kommunen ligger i kantonen Meslay-du-Maine som tillhör arrondissementet Laval. År 2022 hade Saint-Georges-le-Fléchard 378 invånare.

## Befolkningsutveckling
Antalet invånare i kommunen Saint-Georges-le-Fléchard
| Referens: INSEE |